# Lallemandana carolinensis
Lallemandana carolinensis är en insektsart som beskrevs av Metcalf 1950. Lallemandana carolinensis ingår i släktet Lallemandana och familjen spottstritar. Inga underarter finns listade i Catalogue of Life.